# Алькантарський орден
Алькантарський орден (ісп. Orden de Alcántara) — католицький військово-чернечий орден, заснований в 1154 році в Леонському королівстві (на території сучасної Іспанії). Орден існує й дотепер. Це один з чотирьох найбільших іспанських військових орденів, інші три — Сантьяго, Калатрава і Монтеса. Знак ордена було визначено папою Бенедиктом XIII в 1411 році. Він був ідентичний знаку ордена Калатрави, тільки мав темно-зелений колір. Знак носиться на шийній стрічці, або нашивається на ліву сторону грудей.

## Назва
Алькантарський орден названий за містом Алькантара на березі Тахи — тут її пересікає старовинний міст, Cantara, звідси назва міста, розташованого на рівнині Естремадури.

## Історія
Алькантарський орден сягає своїм корінням військово-релігійного братства лицарів Сан-Хуліана де Перейро, що заснували в 1156 році брати дон Суеро і дон Гомес Фернадес Баррієнтос. За легендою, брати за порадою саламанкського пустельника святого Хуліана де Перейро побудували замок на березі Тахо з метою захисту від маврів.
Через 10 років дон Суеро загинув у битві з маврами. Вперше орден згадується в паперах короля Леона і Галісії Фернандо ІІ (1157-88 р.р.) під назвою ордена лицарів Сан-Хуліана де Перейро, яким король передав в оренду деякі землі.
29 грудня 1177 року орден було затверджено папою Олександром ІІІ. Дону Гомесу Фернандесу Баррієнтосу було жалувано звання пріора ордена і дозволено мати своїх кліриків. В 1183 році папа Луцій III жалував Гомесу титул магістра і призначив ордену статут св. Бенедикта.
В 1183 році лицарі Сан-Хуліана де Перейро стали під заступництво ордена Калатрави, прийняли Цистерціанський статут і одежу — білу мантію з багряно-червоним хрестом, а також визнали право магістра ордена Калатрави наглядати за орденом. При цьому папський дозвіл скасувати статут св. Бенедикта не було отримано. Орден складався з кабальєро та кліриків.
Гомес помер в 1200 році і його наступником став Бенедикт Суарес, за керівництва якого ордену були передані декілька невеликих замків і фортець на півдні Леонського королівства. За Гомеса Фернандеса Баррієнтоса й Бенедикта Суареса орден брав участь в численних рейдах на кордонах з володіннями маврів.
Республіканський уряд у 1931 році заборонив його діяльність. Кортеси розпустили іспанські військові ордени законом від 1934 року.
Однак це не було визнано канонічним правом і в сучасну пору стараннями Дона Хуана, графа Барселонського, батька короля Хуана Карлоса І та рішенням самого короля орден був відроджений 1978 року, хоч він і не увійшов в число державних орденів Іспанії.

## Магістри
- 1383—1384: Дієго Гомес Барросо

## Битви
- 1384: Битва при Атолейруші